# Montcuit
Montcuit – miejscowość i gmina we Francji, w regionie Normandia, w departamencie Manche.
Według danych na rok 1990 gminę zamieszkiwało 170 osób, a gęstość zaludnienia wynosiła 35 osób/km² (wśród 1815 gmin Dolnej Normandii Montcuit plasuje się na 716. miejscu pod względem liczby ludności, natomiast pod względem powierzchni na miejscu 894.).